# Kristoffer Nordfeldt
Bo Kristoffer Nordfeldt  (Stockholm, 23 juni 1989) is een Zweeds voetballer die dienstdoet als doelman. Hij verruilde begin 2020 Swansea City voor Gençlerbirliği. Nordfeldt debuteerde in 2011 in het Zweeds voetbalelftal.

## Carrière

### Brommapojkarna
Nordfeldt werd in 2006 toegevoegd aan het eerste team van IF Brommapojkarna. Het zou nog even duren voordat hij ook daadwerkelijk zijn debuut zou maken. Ook toen het team in 2007 voor het eerst promoveerde naar de Allsvenskan, moest hij genoegen nemen met een plekje op de bank. Brommapojkarna kon echter niet voor handhaving zorgen en degradeerde nog hetzelfde seizoen. Hierdoor besloten de twee doelmannen Mattias Asper en Kristoffer Björklund de club te verlaten, waardoor Nordfeldt in 2008 op 19-jarige leeftijd zijn debuut in het elftal maakte. Hij maakte meteen indruk in zijn eerste jaar. Hij speelde destijds 29 van de 30 wedstrijden; hierin kreeg hij 27 doelpunten tegen. Nordfeldt wist tevens veertienmaal zijn doel leeg te houden. Hij werd hiervoor beloond met een nieuw contract, wat hem tot 2012 aan de club zou binden. Ook in de Allsvenskan maakte de doelman indruk. Dit leverde interesse op van diverse Europese clubs, waaronder Ajax, Borussia Mönchengladbach, Hannover, Heerenveen en Sampdoria.

### sc Heerenveen
Nadat Heerenveen al in 2010 al onderhandelde met Brommapojkarna over een overgang van Nordfeldt, is de club hem blijven volgen. Toen Nordfeldt in 2012 transfervrij werd startte de club direct onderhandelingen, wat resulteerde in een contract voor drieënhalf jaar. Hij maakte zijn debuut voor Heerenveen in de competitiewedstrijd tegen Ajax (0–5) op woensdag 11 april 2012, toen hij na vier minuten het veld betrad als vervanger van de weggestuurde Brian Vandenbussche. Luciano Narsingh moest het veld ruimen voor Nordfeldt.

### Swansea City
Nordfeldt tekende in juni 2015 een contract tot in eerste instantie medio 2018 bij Swansea City, dat hem overnam van sc Heerenveen.

## Clubstatistieken
| Seizoen                   | Club              | Competitie      | Competitie | Competitie | Beker | Beker | Internationaal | Internationaal | Overig | Overig | Totaal | Totaal |
| Seizoen                   | Club              | Competitie      | Wed.       | Dlp.       | Wed.  | Dlp.  | Wed.           | Dlp.           | Wed.   | Dlp.   | Wed.   | Dlp.   |
| ------------------------- | ----------------- | --------------- | ---------- | ---------- | ----- | ----- | -------------- | -------------- | ------ | ------ | ------ | ------ |
| 2008                      | IF Brommapojkarna | Superettan      | 29         | 0          | 0     | 0     | –              | –              | 0      | 0      | 29     | 0      |
| 2009                      | IF Brommapojkarna | Allsvenskan     | 21         | 0          | 0     | 0     | –              | –              | 0      | 0      | 21     | 0      |
| 2010                      | IF Brommapojkarna | Allsvenskan     | 25         | 0          | 2     | 0     | –              | –              | 0      | 0      | 27     | 0      |
| 2011                      | IF Brommapojkarna | Allsvenskan     | 28         | 0          | 0     | 0     | –              | –              | 0      | 0      | 28     | 0      |
| 2011/12                   | sc Heerenveen     | Eredivisie      | 6          | 0          | 0     | 0     | –              | –              | 0      | 0      | 6      | 0      |
| 2012/13                   | sc Heerenveen     | Eredivisie      | 31         | 0          | 3     | 0     | 4              | 0              | 2      | 0      | 40     | 0      |
| 2013/14                   | sc Heerenveen     | Eredivisie      | 33         | 0          | 3     | 0     | –              | –              | 2      | 0      | 38     | 0      |
| 2014/15                   | sc Heerenveen     | Eredivisie      | 34         | 0          | 1     | 0     | –              | –              | 0      | 0      | 35     | 0      |
| 2015/16                   | Swansea City      | Premier League  | 1          | 0          | 3     | 0     | –              | –              | 0      | 0      | 4      | 0      |
| 2016/17                   | Swansea City      | Premier League  | 1          | 0          | 3     | 0     | –              | –              | 0      | 0      | 4      | 0      |
| 2017/18                   | Swansea City      | Premier League  | 0          | 0          | 10    | 0     | –              | –              | 0      | 0      | 10     | 0      |
| 2018/19                   | Swansea City      | Championship    | 22         | 0          | 3     | 0     | –              | –              | 0      | 0      | 25     | 0      |
| Carrière totaal           | Carrière totaal   | Carrière totaal | 231        | 0          | 28    | 0     | 4              | 0              | 4      | 0      | 267    | 0      |
| Bijgewerkt op 2 juni 2019 |                   |                 |            |            |       |       |                |                |        |        |        |        |

## Interlandcarrière
Tussen 2008 en 2011 stond de doelman zestienmaal onder de lat bij Zweden onder 21. In 2011 kwam hij eenmaal in de Zweedse nationale ploeg uit in een oefenwedstrijd tegen Zuid-Afrika.
| Interlands van Kristoffer Nordfeldt voor Zweden | Interlands van Kristoffer Nordfeldt voor Zweden | Interlands van Kristoffer Nordfeldt voor Zweden | Interlands van Kristoffer Nordfeldt voor Zweden | Interlands van Kristoffer Nordfeldt voor Zweden | Interlands van Kristoffer Nordfeldt voor Zweden |
| No.                                             | Datum                                           | Wedstrijd                                       | Uitslag                                         | Soort wedstrijd                                 | Goals                                           |
| Als speler van IF Brommapojkarna                | Als speler van IF Brommapojkarna                | Als speler van IF Brommapojkarna                | Als speler van IF Brommapojkarna                | Als speler van IF Brommapojkarna                | Als speler van IF Brommapojkarna                |
| ----------------------------------------------- | ----------------------------------------------- | ----------------------------------------------- | ----------------------------------------------- | ----------------------------------------------- | ----------------------------------------------- |
| 1                                               | 22 januari 2011                                 | Zuid-Afrika – Zweden                            | 1 – 0                                           | Vriendschappelijk                               | 0                                               |
| Als speler van sc Heerenveen                    |                                                 |                                                 |                                                 |                                                 |                                                 |
| 2                                               | 26 maart 2013                                   | Slowakije – Zweden                              | 1 – 0                                           | Vriendschappelijk                               | 0                                               |
| 3                                               | 28 mei 2014                                     | Denemarken – Zweden                             | 1 – 0                                           | Vriendschappelijk                               | 0                                               |
| 4                                               | 4 september 2014                                | Zweden – Estland                                | 2 – 0                                           | Vriendschappelijk                               | 0                                               |